# 大使会議

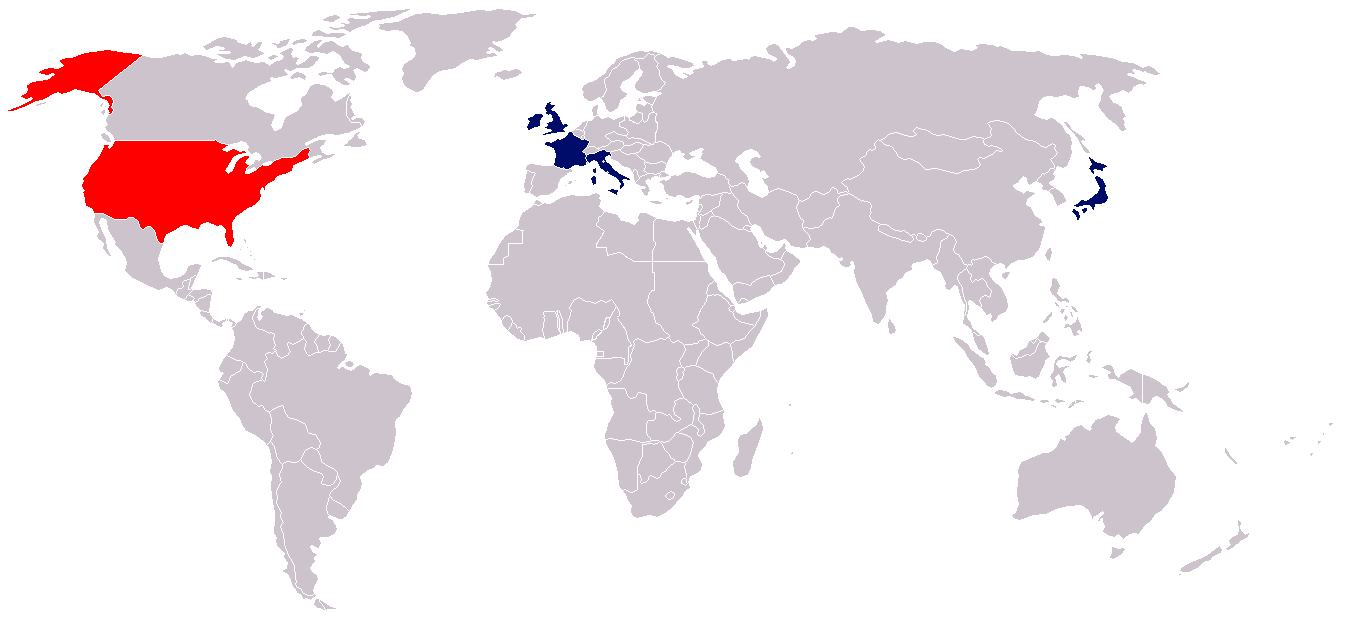
大使会議に参加する4カ国（青）とオブザーバーの米国（赤）。なお、国境線は1921年以降のもの。

同盟および連合国の大使会議（フランス語: La Conférence des ambassadeurs des principales puissances alliées et associées、英語: The Conference of Ambassadors of the Principal Allied and Associated Powers）、通称大使会議（フランス語: La Conférence des ambassadeurs、英語: The Conference of Ambassadors）は、第一次世界大戦終結後における連合国の会議である。1920年1月にパリで設立された。後に事実上（デ・ファクト）の国際連盟の機関の一部となり、国際連盟において最も影響力を有していた国が参加する機関となった。1925年のロカルノ条約調印後は会議は開かれないようになっていき、1931年もしくは1935年に正式に廃止された。

## 概要
大使会議は連合国（協商国）であるイギリス、フランス、イタリア、日本の4カ国によって構成され、イギリスとイタリア、日本の3カ国の在仏大使とフランスの外相が会議に参加した。また、アメリカ合衆国の大使もオブザーバーとして参加した（アメリカ合衆国はヴェルサイユ条約を批准しなかったため）。フランスの外交官ルネ・マシグリが事務局長を務め、レイモン・ポアンカレやアリスティード・ブリアンら歴代フランス外相が議長を務めた。
大使会議は平和条約の執行とヨーロッパ諸国間の領土問題の仲介を目的に組織された。大使会議が仲介した領土問題の例としては、ポーランド・チェコスロヴァキア間のチェシン・シレジアの問題、ポーランド・リトアニア間のヴィリニュス地方の問題、ドイツ・リトアニア間のクライペダ地方（メーメルラント）の問題があげられる。領土問題に関する評決の例としては、1920年のポーランド＝ソヴィエト戦争によりできたポーランド東部国境線の承認（1923年3月15日）であった。また1923年には、国際連盟がイタリア・ギリシャ間のコルフ島事件の処理にあたるよう大使会議に要請した。
第一次世界大戦後に創設された国際連盟とは対照的に、大使会議は大戦前までの伝統的な列強政治を引き継いだものであったと評される。

## 参加国
- イギリス帝国
- イタリア王国
- 大日本帝国
- フランス共和国
- アメリカ合衆国（オブザーバー）